# Maszów
Maszów [pronunciación en polaco: /ˈmaʂuf/] es un pueblo en el distrito administrativo de Gmina Rudnik, dentro del Distrito de Krasnystaw, Voivodato de Lublin, en el norte de Polonia. Se encuentra aproximadamente 4 kilómetros al sudeste de Rudnik, 19 kilómetros al sudoeste de Krasnystaw, y 53 kilómetros al sudeste de la capital regional, Lublin.